# I cowboys
I cowboys (The Cowboys) è un film del 1972 diretto da Mark Rydell.

## Trama
Assieme alla moglie, Wil Andersen è proprietario di una fattoria ed alleva bovini. È rude e scontroso da quando i suoi due figli sono stati uccisi. Adesso deve vendere le vacche e per farlo deve condurle in una città lontana, ma nel paese dove vive non ci sono uomini disponibili. È dunque costretto suo malgrado ad assoldare 11 ragazzini prelevandoli direttamente dalla locale scuola: ad essi poi si aggiunge uno spavaldo giovane senza famiglia. Con loro, un afroamericano di mezza età avente le mansioni di cambusiere e cuoco.
Dopo un veloce apprendistato, il gruppo parte con la mandria. I problemi lungo il viaggio non mancano, primo tra tutti il tentativo di furto da parte del cattivo di turno, Longhair. Quest'ultimo inizialmente s'era presentato per l'assunzione assieme a due compari, ricevendo un diniego per aver mentito ad Andersen sulla loro provenienza: erano infatti appena usciti di prigione e non da un ranch, come dichiarato in un primo momento.
In una lotta epica per la salvezza propria e del bestiame, i ragazzini perderanno il loro datore di lavoro che morirà, ferito e torturato, per mano del cattivo. Nella sparatoria successiva, vendicheranno Wil e porteranno a termine il lavoro ritrovandosi uomini.

## Serie televisiva
Nel 1974 la Warner Bros. produsse la serie televisiva remake  Giovani Cowboys (The Cowboys) per la ABC con protagonista Jim Davis, Diana Douglas, e Moses Gunn.